# Глобальная лексикостатистическая база данных
«Глобальная лексикостатистическая база данных» (ГЛБД; англ. Global Lexicostatistical Database, GLD) — лингвистическая база данных.
База создана большим авторским коллективом, в роли редакторов выступили Георгий Старостин, Алексей Касьян и Михаил Живлов.

## История
В 2011 году на сайте «Вавилонская башня», работающий на СУБД Starling, разработанной С. А. Старостиным, был открыт проект «Глобальная лексикостатистическая база данных».
В сентябре 2015 года А. С. Касьян и А. В. Дыбо в рамках междисциплинарного исследования по славянскому этногенезу опубликовали лексикостатистическую классификацию славянских языков, построенную на качественных 110-словных списках Сводеша, собранных по стандарту проекта «Глобальная лексикостатистическая база данных / Global Lexicostatistical Database» и обработанных современными филогенетическими алгоритмами.

## Языки
Языки:
| Афразийские языки - Кушитская семья - Омотская семья Америндские языки - Аравакская семья - Вашо - Гуайкуру семья - Ирокезская семья - Карири семья - Кауапанская семья - Майду семья - Макро-же семья - Матако семья - Надахуп семья - Пано-таканская семья - Сэлишская семья - Тупи семья - Ути семья - Хикакская семья - Хока семья - Чумашская семья - Юто-ацтекская семья Австралийские языки - Гунвиньгу семья | Аустрические языки - Австронезийская семья - Мяо-яо семья дене-кавказские языки - Бурушаски - Енисейская семья - На-дене семья - Северно-кавказская семья - Сино-тибетская семья - Хайда - Хуррито-урартская семья Индо-тихоокеанские языки - Булака-ривер семья - Дигул-ривер семья - Западно-трансновогвинейская семья - Сепик-раму семья Койсанские языки - Сандаве - Хадза - Центрально-койсанская семья - Периферийно-койсанская семья - Южнокойсанские (= !кви-таа ~ туу) - Жу-ǂхоан | Нигеро-конголезские языки (нигеро-кордофанские языки) - Бенуэ-конго семья - Ква семья - Кордофанская семья - Манде семья - Северноатлантическая семья Нило-сахарские языки - Восточносуданская семья - Комузская семья - Кронго-кадугли семья - Фур семья - Шабо Ностратические языки - Дравидийская семья - Индоевропейская семья - Уральская семья |